# Forces navales kazakhes
Les forces navales du Kazakhstan  (Kazakh : Қазақстан Республикасы әскери-теңіз күштері, Qazaqstan Respýblıkasy Askeri-Teniz kúshteri ; russe : Военно-морские силы Казахстана ) est la marine de guerre (KNB) des Forces armées de la République du Kazakhstan. La marine opère principalement sur la mer Caspienne et est actuellement basée dans la ville côtière d'Aqtaw. La marine compte actuellement 3.000 personnes et est principalement équipée de patrouilleurs, de dragueurs de mines et de navires de recherche.

## Historique
Auparavant, la marine soviétique de la Flottille de la Caspienne servait auprès de la République socialiste soviétique kazakhe. Après la Dislocation de l'URSS, la flotte a diminué, laissant le contingent naval kazakh servir de base à la marine nouvellement formée. Les Forces navales du Kazakhstan ont été établies en avril 1993 en tant que base navale aux Forces armées kazakhes.
En juillet 1999, la base navale d'Aqtaw, entrée en service le 17 août 1996, a été intégrée aux unités maritimes du Border Guard Service du National Security Committee of the Republic of Kazakhstan (en). Elle est devenue une branche militaire distincte par décret présidentiel du 7 mai 2003.
En février 2010, le président kazakh Noursoultan Nazarbaïev, en sa qualité de commandant en chef suprême de toute l'armée, a présenté le drapeau de bataille à la marine kazakhe. La 612e Airbase à Aqtaw a été ouverte un an plus tard, en 2011.

### Structure
Les unités suivantes forment la structure de la marine kazakhe  :
- Quartier général naval
- Infanterie navale
- Troupes des forces spéciales
- Brigade Marine
- Artillerie côtière
- Flottille de la Caspienne
- Service des frontières du KNB
- 1re division navale (Bautino)
- 2e division navale (Bautino)
- 3e division navale (Atyraou)
- Académie Navale d'Aqtaw  (fermé en 2011)

## Flotte
| Classe            | Origine    | Type                   | En service      | Notes                                              |
| ----------------- | ---------- | ---------------------- | --------------- | -------------------------------------------------- |
| Classe Kazakhstan | Kazakhstan | Bateau lance-missiles  | 4 navires,      |                                                    |
| Type Türk         | Turquie    | Patrouilleur           | 2 navires       | AB-32(P-132) AB-34(P-134)                          |
| OPV-62            | Israel     | Patrouilleur           | 2 navires       |                                                    |
| Classe Shaldag    | Israel     | Go-fast                | 6 bateaux       | Assemblé en Azerbaijan                             |
| Procect 10750E,   | Russie     | Dragueur de mines      | 2 navires       | Le premier a été mis en service en 2017,           |
| Project 01340G    | Russie     | Navire océanographique | 1 navire        | Connu comme bâtiment hydrographique GS-128 Zhaiyk, |
| Soukhoï Su-27     | Russie     | Avion de chasse        | 2 avions        |                                                    |
| Mil Mi-24         | Russie     | Hélicoptère d'attaque  | 12 hélicoptères | [ 12 ]                                             |

## Galerie

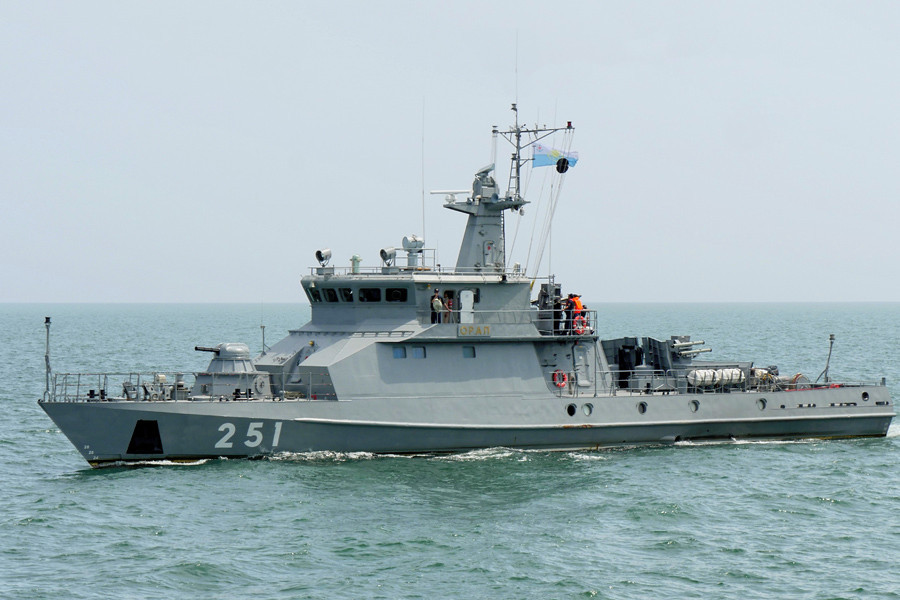
Bateau lance-missiles «Орал»
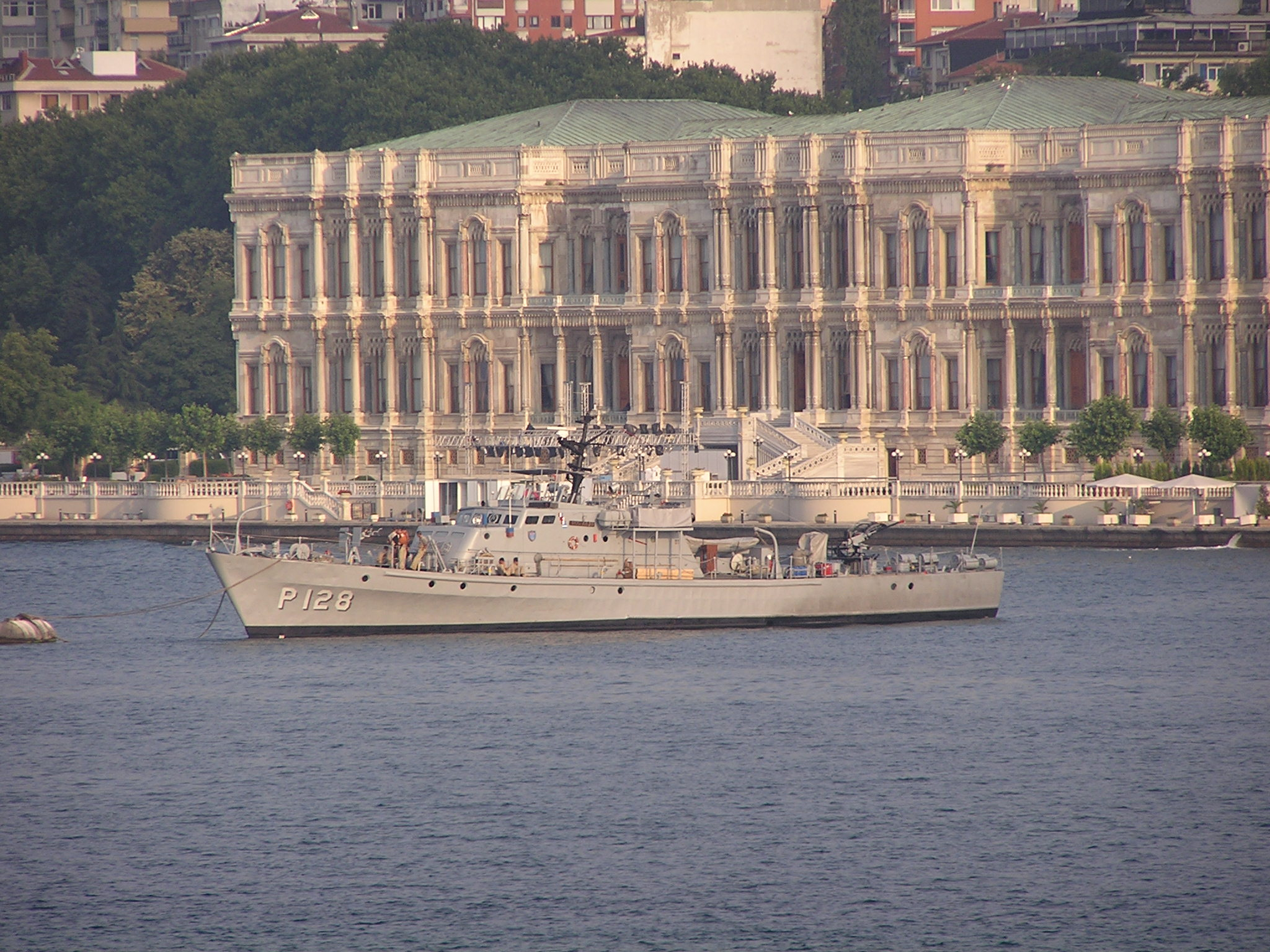
Navire Type Türk
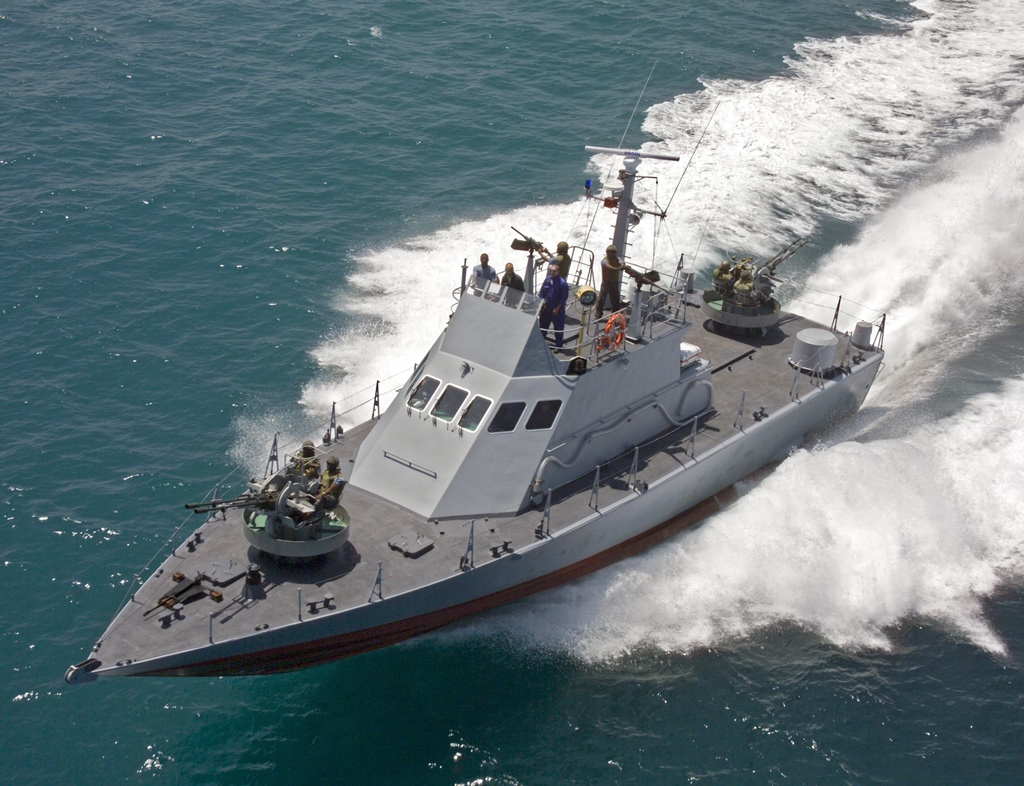
Navire de classe Shaltag
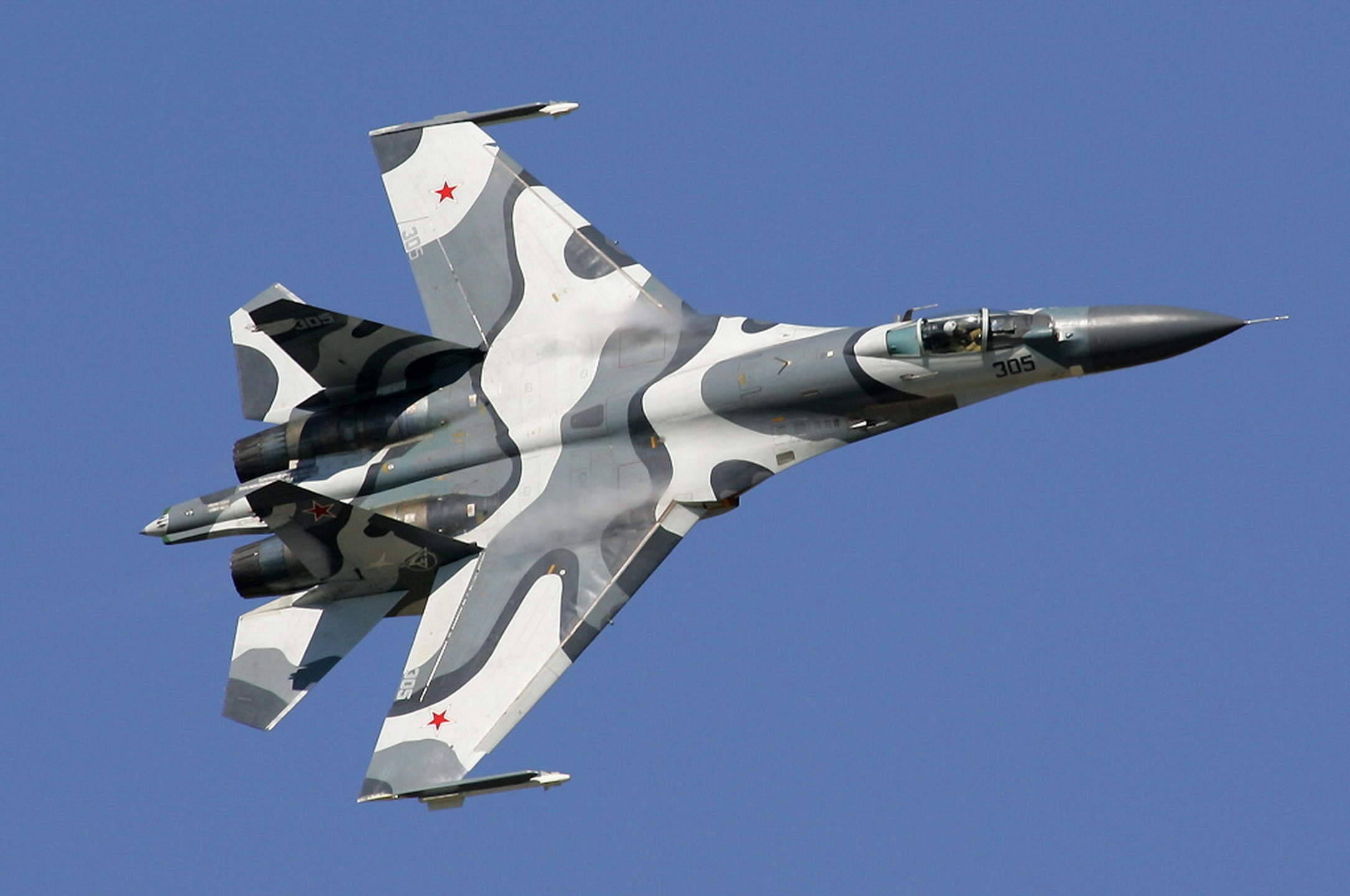
Sukhoï SU 27
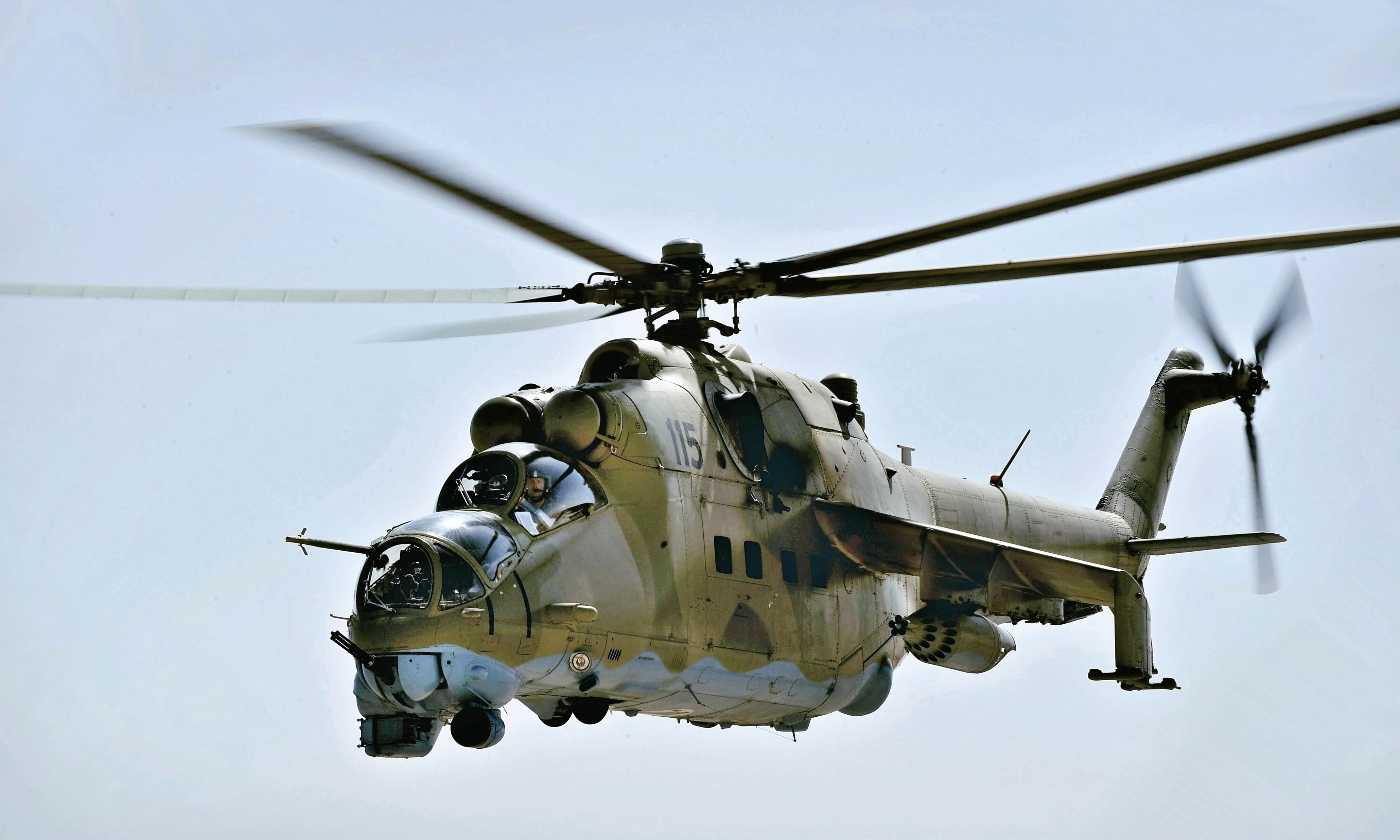
Mil Mil-24